# Puente Paul Sauer
El Puente Paul Sauer (en afrikáans: Paul Sauer-brug; en inglés:Paul Sauer Bridge) es un puente de arco de hormigón sobre el río Storms  en el Cabo Oriental de Sudáfrica. Lleva el tráfico rodado de la carretera nacional N2. el puente Paul Sauer o del Río Storms fue construido en 1955, siendo diseñado por el ingeniero italiano Ricardo Morandi. El arco, que se extiende por 328 pies, fue construido de una manera única. 